# Precuneus

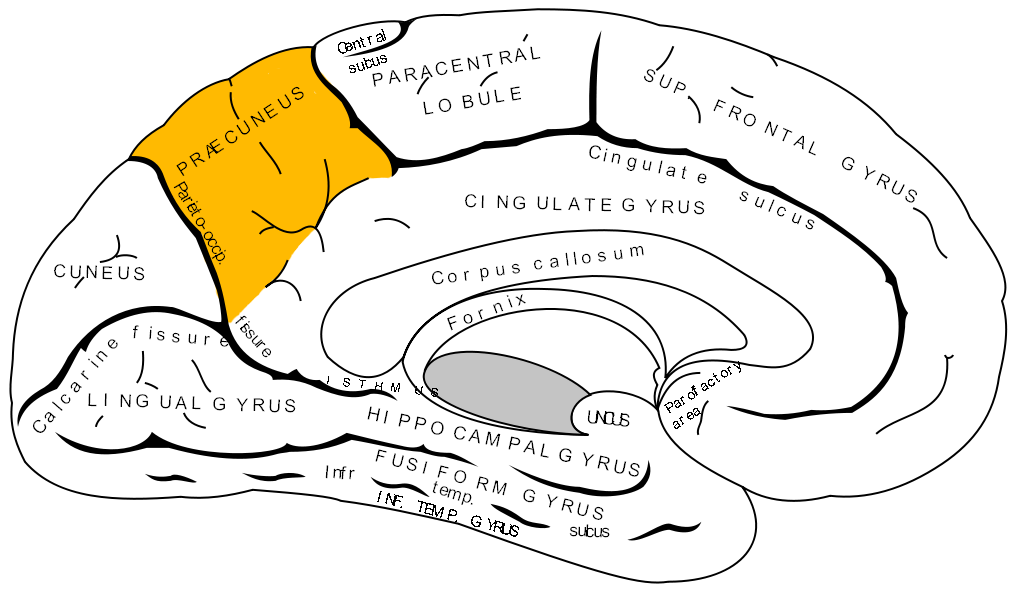
Faţa medială a emisferei cerebrale.

Precuneusul (Precuneus), sau lobulul patrulater (Lobulus quadratus), lobul patrulater este o circumvoluție  pe fața medială a lobului parietal cerebral între cuneus și lobulul paracentral, care se află superior de șanțul subparietal și este limitat anterior de către ramura marginală a șanțului cingular, posterior de către șanțul parietooccipital, superior de marginea superioară a emisferului și inferior de șanțul subparietal.
Are formă patrulateră, de unde numele de lob patrulater și este situat anterior de cuneus, de unde numele de precuneus. Precuneusul se află între lobulul paracentral, care este situat anterior, și cuneus, care este situat posterior. El corespunde lobulului parietal superior al feței externe a emisferei.
Delimitat anterior de către partea verticală a șanțului cingular numită ramura marginală (Ramus marginalis), posterior de șanțul parietooccipital, superior de marginea emisferică, inferior de șanțul subparietal, precuneusul este format din două circumvoluții, una anterioară și alta posterioară, separate printr-un șanț vertical mai mult sau mai puțin profund, uneori izolat, uneori unit cu șanțul subparietal. Acest șanț, care taie, mai mult sau mai puțin, marginea superioară a emisferei și precuneusul, este cunoscut sub numele de șanț parietal transvers (Brissaud) (Sulcus parietalis transversus). 
Șanțul subparietal este o extinderea posterioară a șanțului cingular, care separă precuneusul de girusul cingular. Acest șanț este aproape întotdeauna întrerupt de două pliuri de trecere verticale, unul anterior și altul posterior, numite pliuri de trecere parietolimbice (plica de trecere parietolimbică anterioară și posterioară) care întrerup la ambele extremități  șanțul subparietal și, prin urmare, unesc precuneusul cu girusul cingular. Plica de trecere parietolimbică posterioară este întotdeauna superficială, și lasă o proeminență, mai mult sau mai puțin accentuată, pe șanțul parietooccipital. Plica de trecere parietolimbică anterioară este uneori superficială, uneori profundă, în acest din urmă caz, șanțul subparietal curge în șanțul cingular, de unde el continuă direcția curbei antero-posterioare.